# Verwaltungsgemeinschaft Rennsteig
Verwaltungsgemeinschaft Rennsteig – dawna wspólnota administracyjna w Niemczech, w kraju związkowym Turyngia, w powiecie Ilm. Siedziba wspólnoty znajdowała się w miejscowości Schmiedefeld am Rennsteig.
Wspólnota administracyjna zrzeszała trzy gminy:
1. Frauenwald
2. Schmiedefeld am Rennsteig
3. Stützerbach

1 stycznia 2019 wspólnota została rozwiązana. Gminy Frauenwald oraz Stützerbach zostały przyłączone do miasta Ilmenau. Gmina Schmiedefeld am Rennsteig została przyłączona do miasta Suhl.